# 瓣裂果科
瓣裂果科也叫西印度黄栌科或槽柱花科，只有1属—瓣裂果属（Brunellia）约55种，分布在热带中美洲和南美洲西北部安第斯山区。
本科植物为高大常绿乔木，复叶对生，有棕色的毛，小花无花瓣，果实为丛生的小浆果。
1981年的克朗奎斯特分类法将其列入蔷薇目，1998年根据基因亲缘关系分类的APG 分类法不承认有此一科，将本属分入火把树科，2003年经过修订的APG II 分类法认为还是应该分为一个科，列入酢浆草目。